# Karl Gentner

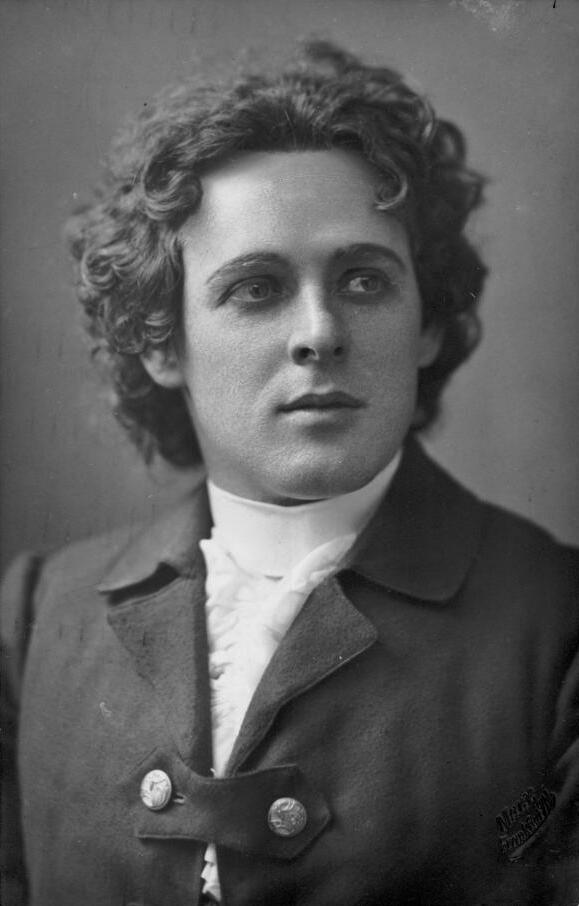
Karl Gentner, 1911

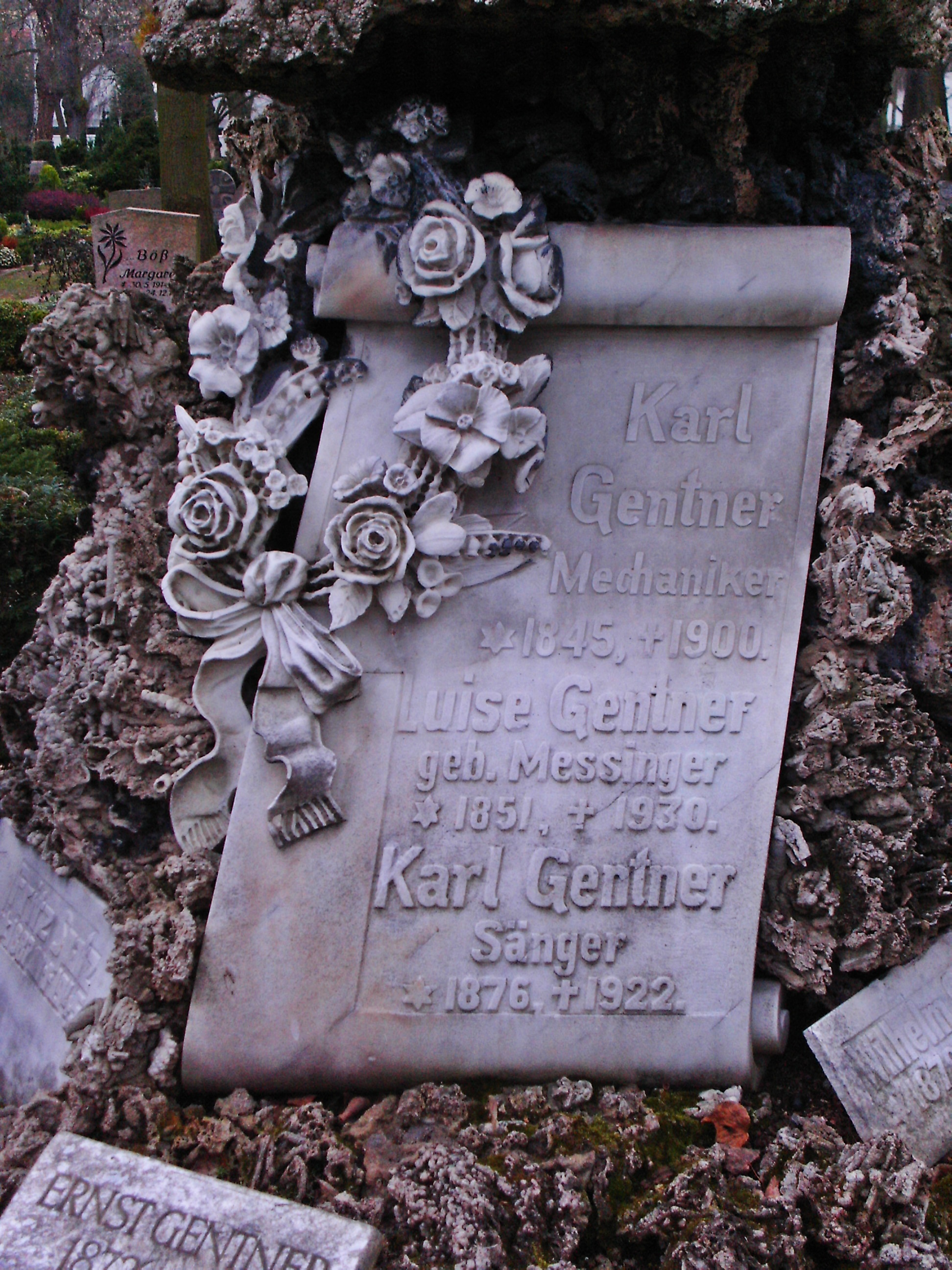
Grabinschrift des Sängers, auf dem Hauptfriedhof Frankenthal (Pfalz)

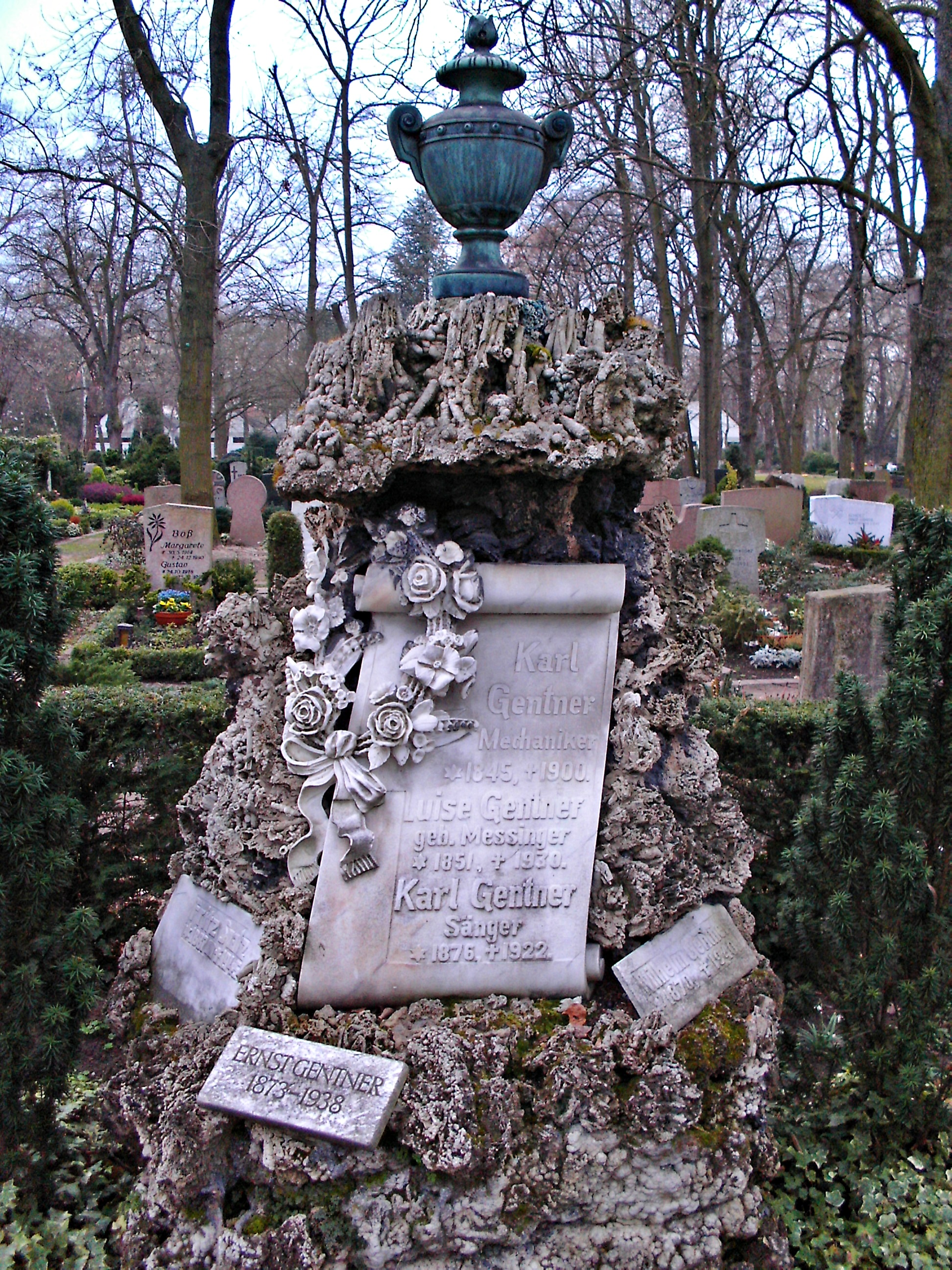
Familiengrab Gentner, Hauptfriedhof Frankenthal (Pfalz)

Karl Friedrich Gentner (* 23. Mai 1876 in Frankenthal; † 13. September 1922 in Berlin-Charlottenburg) war ein deutscher Opernsänger (Tenor).

## Leben
Karl Friedrich Gentner kam als Sohn des Mechanikers Karl Friedrich Gentner (1845–1900) und dessen Ehefrau Luise geb. Messinger (1851–1930) in Frankenthal, damals bayerische Rheinpfalz, zur Welt. Der Vater hatte u. a. 1899 ein technisches Patent zur einfachen, aber effizienten Bodenverankerung von Elektromasten in den USA angemeldet.
Gentner war Schüler von Julius Stockhausen und wurde unter dem Namen Karl Gentner ein bekannter Opernsänger. 1906 heiratete er in Mainz die Sopranistin Elisabetha Fischer (1883–1943), die später als Else Gentner-Fischer eine bedeutende dramatische Sopranistin in Deutschland wurde. Die Ehe wurde 1915 geschieden.
1903 debütierte er am Opernhaus von Frankfurt a. M. Während seine Frau dort zeitlebens angestellt blieb, wechselte Karl Gentner 1915 an das Deutsche Opernhaus in (Berlin)-Charlottenburg, wo er bis zu seinem Tode engagiert war.
Aufgrund einer Herzerkrankung musste er sich im Frühjahr 1921 von der Bühne zurückziehen und starb im darauffolgenden Jahr im Alter von 46 Jahren. Nach seinem Tod in Berlin wurde der Leichnam des Sängers in seine Geburtsstadt überführt und dort im Familiengrab beigesetzt. Das Grab ist bis heute (2012) auf dem Hauptfriedhof Frankenthal existent. Seine Frau heiratete später den Bariton Benno Ziegler.
Bei der Uraufführung von Franz Schrekers Oper Der ferne Klang, 1912 in Frankfurt, spielte und sang Karl Gentner die Hauptrolle des Fritz. Der österreichische Komponist Alexander von Zemlinsky bezeichnete Gentner als „ein großes Talent“.
Die Stimme von Karl Gentner ist durch drei sehr seltene Aufnahmen mit Liedern von Julius Sachs, Emil Sulzbach und Adolf Wallnöfer dokumentiert (auf dem Label G&T, Frankfurt a. M., 1906).